# Reijo Mikkolainen
Reijo Kalevi Mikkolainen (* 14. Mai 1964 in Pirkkala) ist ein ehemaliger finnischer Eishockeyspieler.

## Karriere
Reijo Mikkolainen begann seine Karriere als Eishockeyspieler in der Nachwuchsabteilung von Tappara Tampere, für dessen Profimannschaft er von 1983 bis 1989 in der SM-liiga, der höchsten finnischen Spielklasse, aktiv war. Mit der Mannschaft gewann er in den Jahren 1984, 1986, 1987 und 1988 jeweils den finnischen Meistertitel. Im Anschluss an die Saison 1988/89 wechselte der Flügelspieler innerhalb der Liga zu TPS Turku, mit dem er in den Jahren 1990, 1991 und 1993 ebenfalls Meister wurde. Zudem gewann er mit TPS 1993 den Eishockey-Europapokal. Die Saison 1993/94 verbrachte er teilweise bei TPS' Farmteam Kiekko-67 in der zweitklassigen I-divisioona. Anschließend spielte er eineinhalb Jahre lang für den SM-liiga-Teilnehmer Ilves Tampere, ehe er im Laufe der Saison 1995/96 zu seinem Ex-Klub Tappara Tampere zurückkehrte. Zur Saison 1996/97 schloss sich der Finne dem EC Peiting aus der 1. Liga Süd, der damals zweithöchsten deutschen Spielklasse, an. Die folgende Spielzeit verbrachte er ebenfalls in Deutschland, diesmal jedoch in der drittklassigen 2. Liga beim TuS Geretsried. Anschließend beendete er seine Karriere im Alter von 34 Jahren.
Im Jahr 2005 wurde Mikkolainen mit der Aufnahme in die Finnische Hockey Hall of Fame geehrt.

### International
Für Finnland nahm Mikkolainen im Juniorenbereich an der U18-Junioren-Europameisterschaft 1982 sowie der U20-Junioren-Weltmeisterschaft 1984 teil. Im Seniorenbereich stand er im Aufgebot seines Landes bei den Weltmeisterschaften 1987, 1989 und 1990 sowie bei den Olympischen Winterspielen 1988 in Calgary. Bei der U20-WM 1984 und den Olympischen Winterspielen 1988 gewann er mit seinen Mannschaften jeweils die Silbermedaille.

## Erfolge und Auszeichnungen
- 1984 Finnischer Meister mit Tappara Tampere
- 1986 Finnischer Meister mit Tappara Tampere
- 1987 Finnischer Meister mit Tappara Tampere
- 1988 Finnischer Meister mit Tappara Tampere
- 1990 Finnischer Meister mit TPS Turku
- 1991 Finnischer Meister mit TPS Turku
- 1993 Finnischer Meister mit TPS Turku
- 1993 Europapokal-Gewinn mit TPS Turku

### International
- 1984 Silbermedaille bei der U20-Junioren-Weltmeisterschaft
- 1988 Silbermedaille bei den Olympischen Winterspielen

## Familie
Sein Urgroßvater Kalle Mikkolainen gewann bei den Olympischen Sommerspielen 1908 in London im Turnen mit der finnischen Mannschaft die Bronzemedaille.